# Charles Mehan
Charles Thomas Mehan (Nogales, Arizona, 15 de maig de 1896 - Boulder Creek, Califòrnia, 11 d'agost de 1972) va ser un jugador de rugbi a 15 estatunidenc que va competir a començaments del segle xx.
El 1920 va ser seleccionat per jugar amb la selecció dels Estats Units de rugbi a 15 que va prendre part en els Jocs Olímpics d'Anvers, on guanyà la medalla d'or. Quatre anys més tard va formar part de l'equip olímpic estatunidenc que guanyà la medalla d'or en la competició de rugbi, però en no jugar cap partit no va rebre la medalla.